# Kwas hydnokarpowy
Kwas hydnokarpowy – organiczny związek chemiczny z grupy kwasów karboksylowych. Jest składnikiem triacylogriceroli występujących w olejach nasion rodziny Flacourtiaceae.